# Houston Ballet
Lo Houston Ballet è la quarta più grande compagnia di danza professionale negli Stati Uniti. Ha sede a Houston (Texas) ed è gestito dalla Houston Ballet Foundation.